# Crest (Califòrnia)
Crest és una concentració de població designada pel cens dels Estats Units a l'estat de Califòrnia. Segons el cens del 2010 tenia 2.593 habitants.

## Demografia
Segons el cens del 2000, Crest tenia 2.716 habitants, 964 habitatges, i 746 famílies. La densitat de població era de 164,4 habitants/km².
Dels 964 habitatges en un 36,5% hi vivien nens de menys de 18 anys, en un 63,3% hi vivien parelles casades, en un 9,2% dones solteres, i en un 22,6% no eren unitats familiars. En el 16,7% dels habitatges hi vivien persones soles el 4,3% de les quals corresponia a persones de 65 anys o més que vivien soles. El nombre mitjà de persones vivint en cada habitatge era de 2,79 i el nombre mitjà de persones que vivien en cada família era de 3,12.
Per edats la població es repartia de la següent manera: un 26,7% tenia menys de 18 anys, un 6,6% entre 18 i 24, un 27,2% entre 25 i 44, un 29,7% de 45 a 60 i un 9,8% 65 anys o més.
L'edat mediana era de 40 anys. Per cada 100 dones de 18 o més anys hi havia 102,7 homes.
La renda mediana per habitatge era de 56.728 $ i la renda mediana per família de 60.852 $. Els homes tenien una renda mediana de 50.293 $ mentre que les dones 35.610 $. La renda per capita de la població era de 22.890 $. Entorn del 5,2% de les famílies i el 9,1% de la població estaven per davall del llindar de pobresa.

## Poblacions més properes
El següent diagrama mostra les poblacions més properes.